# Murray Street
Murray Street es el decimosegundo álbum de la banda estadounidense Sonic Youth publicado el año 2002. Es un disco de 7 canciones que van de lo épico ("Sympathy for the Strawberry") a lo breve e intencionalmente superficial ("Plastic Sun"). El álbum fue bien recibido por la crítica y fue el primero en presentar a Jim O'Rourke como miembro oficial.
Este álbum marcó el comienzo de un sonido nuevo y más limpio para la historia de Sonic Youth, lleno de referencias a las bandas de rock clásico de los 70. En este disco "el ruidismo y la improvisación han dado paso a pautas más reconocibles, cercanas a estructuras pop al uso con sólo ciertas incursiones en sus característicos pasajes ruidosos, ahora menos incisivos."
Llegó al puesto número 77 del Chart Británico y al puesto 126 del Billboard Top 200 Albums. Fue considerado por la revista Rolling Stone en su edición latinoamericana como uno de los 100 discos esenciales de Nueva York.

## Origen del título
El título del álbum, "Murray Street", contiene varias referencias a la historia de la ciudad de Nueva York.
"Murray Street" era originalmente, el límite al norte de Queen's Farm, una parcela de tierra que fue utilizada como el sitio de King's College (1754), y como el sitio original de Columbia College (1787). También es el lugar en donde cayó uno de los motores de uno de los aviones que impactó en las Torres Gemelas el 11 de septiembre de 2001. Es además el nombre del estudio de grabación propiedad de la banda.

## Lista de canciones
Todas las canciones escritas por Sonic Youth
1. "The Empty Page" – 4:20
2. "Disconnection Notice" – 6:24
3. "Rain on Tin" – 7:56
4. "Karen Revisited" – 11:11
5. "Radical Adults Lick Godhead Style" – 4:27
6. "Plastic Sun" – 2:14
7. "Sympathy for the Strawberry" – 9:06

## Personal

### Sonic Youth
- Kim Gordon - Guitarra, Bajo, Voz
- Thurston Moore - Guitarra, Voz, Piano
- Jim O'Rourke - Bajo, Guitarra, Mezclado
- Lee Ranaldo - Guitarra, Voz, Melódica
- Steve Shelley - Batería, Acordeón

### Personal Técnico
- Aaron Mullan - Asistente
- John Golden - Masterizado
- Monique Voorhout - Foto de Tapa
- Stefano Giovannini - Fotos internas
- Frank Olinsky - Dirección de Arte

### Músicos invitados
- Jim Sauter - Saxofón
- Don Dietrich - Saxofón